# Waldi

Olympia-Waldi

Waldi ist das für die 1972 in München abgehaltenen Olympischen Sommerspiele entworfene Maskottchen. Der Prototyp wurde von dem Gestaltungsbeauftragten der Spiele, Otl Aicher (1922–1991), entworfen und war das erste offizielle Olympia-Maskottchen.

## Entwicklung
Willi Daume hatte die Idee, einen Dackel als Maskottchen zu verwenden, da er selbst Besitzer eines Dackels war. So entstand „Olympia-Waldi“. Die Wahl fiel auf einen Dackel, da diese Hunde Zähigkeit, Beweglichkeit und Widerstandsfähigkeit besitzen. Außerdem galt der Dackel damals als ein typisches Haustier der Münchener Bürger. Zu den Kreativen um Otl Aicher, die für die Gesamtgestaltung der Spiele verantwortlich zeichneten, gehörte die Graphikerin Elena Winschermann, die den Gestaltungsbereich rund um die Souvenire übernahm. In dieser Funktion entwickelte sie das von Aicher entworfene „Olympia-Waldi“-Konzept bis zur Plüschtierversion und anderen Souvenirsadaptionen weiter. Das Gestalterteam hatte festgelegt, dem gewünschten Maskottchen eine klare Form und Gestalt zu geben, bevor es zu wildwucherndem Souvenir-Kitsch kommen konnte. Die von Aicher dafür aufgestellten verbindlichen Normen für Farben, Formen und Größen sollten jeden Versuch unterbinden, Waldi zu billigen Nippes umzufunktionieren. Der anschließend markenrechtlich geschützte Sympathieträger sollte außerdem ein weiteres wichtiges Standbein zur Finanzierung der Spiele werden. Als Vorbild diente eine 84 Tage alte Hündin namens „Cherie von Birkenhof“.
Die Farben des Maskottchen richteten sich an dem von Aicher für die Spiele festgelegten Farbschema aus, das auf den HKS-Farbfächer zurückgriff:
- HKS 4 / HKS 6 / HKS 45 / HKS 50 / HKS 64 / HKS 67

Bei den damals vermarkteten Produkten konnte es zu erheblichen Abweichungen in der Farbgebung und Zusammenstellung der Farbsegmente kommen.

## Verkauf
Nach der ersten offiziellen Vorstellung des Sympathieträgers am 4. Januar 1971 erhielten 16 Spielwarenhersteller Lizenzen zur Produktion. Von dem Lizenzhandel mit dem Maskottchen erhofften sich das Organisationskomitee der Olympischen Spiele und die mitbeteiligte Stiftung Deutsche Sporthilfe besonders hohe Gewinne. Es wurden daher gleich zwei Agenturen mit der Lizenzvergabe beauftragt: der Atlas Verlag und Werbung aus München und die Cremota Werbe- und Verkaufsförderungsagentur aus Frankfurt. Waldi wurde letztendlich nach allen werbestrategischen Regeln umfangreich vermarktet, warb für einige bekannte Produkte und konnte auf Papiertüten, als Sticker, Poster, Anstecker, in Holz, Stoff, Frottee und Plüsch, als Knautschtier, Kissen und Puzzle erstanden werden. Auch als Figur mit wackelndem Schwanz zum Hinterherziehen war das Maskottchen in Spielwarenhäusern, -abteilungen und offiziellen Olympiaverkaufsständen zu haben. Weitere Varianten des Sympathieträgers konnten als Lutscher, Sparschwein und Luftballon erworben werden. Bereits vor den Spielen hatte Waldi weltweit mehrere Millionen DM in die Kassen des Organisationskomitees gespült. Als teuerste Variante wurde damals ein Stück aus purem Gold mit Halskette gehandelt.
Nach den Spielen setzte jedoch Ernüchterung ein, da sich bei der Vermarktung von Waldi trotz aller Anstrengungen nicht der gewünschte Erfolg eingestellt hatte. Der Gesamtwert der nicht verkauften offiziellen Olympia-Andenken – damals zählten dazu nur die geschützten Produkte mit der Olympia-Spirale und dem Maskottchen – betrug 50 Millionen DM, wobei die Lizenznehmer zusätzlich 10.000 DM für eine Lizenz investiert hatten. Der Bundesverband der Reiseandenken-Branche stellte dieses „katastrophale Verkaufsergebnis“ dem der freigestalteten olympischen Andenken gegenüber, bei denen die warenrechtlich geschützten Zeichen und Produkte nicht zum Einsatz gekommen waren. Von diesen inoffiziellen Souvenirs war etwa das Zehnfache mehr verkauft worden. Außerdem waren von den 13 angebotenen Versionen des Olympia-Waldis nur zwei zu Verkaufsschlagern geworden.

## Reflexion
Nach der Fußball-Weltmeisterschaft 1974 – dem nächsten sportlichen Großereignis in der Bundesrepublik – wurden die dort eingesetzten Maskottchen Tip und Tap von der gestaltenden Branche mehrfach mit dem kommerziell weitgehend erfolglosen Waldi verglichen. Dabei waren sich führende Designer einig, dass Tip und Tap mit ihrem gestalteten Umfeld trotz des großen Verkaufserfolges einen nicht mehr in Deutschland vermuteten kreativen Rückfall „von einer ausgesuchten Scheußlichkeit“ bedeuteten. Dem hielt der WM-Organisator, der Saarbrücker Toto- und Lotto-Direktor Hermann Neuberger (1919–1992) entgegen: „Die verkaufen sich dreimal besser als der Olympiadackel Waldi.“